# Водій

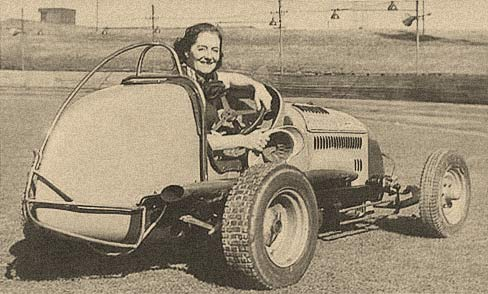

Воді́й — особа, яка керує транспортним засобом і має при собі посвідчення водія (посвідчення тракториста-машиніста, тимчасовий дозвіл на право керування транспортним засобом, тимчасовий талон на право керування транспортним засобом) відповідної категорії. Водієм є також особа, яка навчає керування, знаходячись безпосередньо у транспортному засобі.
Вершник, візник, погонич тварин, який веде їх за повід, прирівнюється до водія.[джерело?]

## Знаки солідарності водіїв
Оскільки необхідність спілкування між водіями на дорогах необхідна, водії користується знаками ввічливості та солідарності.
- Якщо зустрічний водій блимає дальнім світлом — попереду контроль автоінспекції;
- Якщо водій позаду блимає дальнім світлом — він прохає дати йому шлях. Але це морально застаріле сприйняття такого жесту. Немає необхідності когось пропускати

Також, залежно від дорожньої ситуації, блимання дальнім світлом може значити, або пропусти мене, або я тебе пропускаю.
Ввічливий водій завжди подякує, ввімкнувши на 2-3 секунди аварійну сигналізацію.
- Піднята вверх рука, також універсальний знак подяки;
- Блимання аварійною сигналізацією понад 5 секунд, означає вибачення за не досить вдалий маневр, що зробив перешкоду для інших учасників руху;
- Якщо попереду на вузькій дорозі йде відстанемір, чи автобус, то його водій попереджує водіїв позаду правим сигналом повороту, що дорога вільна, можна виконувати обгін, або лівим, що обгін небезпечний.

В Україні діє сервіс під назвою Електронний кабінет водія [Архівовано 28 березня 2019 у Wayback Machine.], який дозволяє власникам авто, водіям здійснити різні процедури, як на безплатній, так і платній основі.